# 日本共産党第11回大会
日本共産党第11回大会（にほんきょうさんとうだい11かいたいかい）は1970年（昭和45年）7月1日から7日まで開かれた日本共産党の党大会。東京都立川市の東京都社会教育会館と世田谷区の世田谷区民会館で開催された。

## 概要
- この党大会では前年の総選挙での前進と本年4月の京都府知事選での勝利をうけて、1970年代に民主連合政府の樹立をめざす運動をおこせる党づくりを提起した。また、規約を大きく改正した。
- 1972年の沖縄施政権返還にむけて沖縄人民党の瀬長亀次郎委員長が来賓として出席、秋に予定されていた国政参加選挙への支援を訴えた。

## 規約の改正

### 基礎組織の名称変更
それまで使用されていた『細胞』の名称を廃止し、基礎組織の名称を『支部』にあらためた。

### 中央委員会の改組
それまでの議長・書記長体制をあらため、議長を名誉職的な職務とし、あらたに幹部会委員長と書記局長をおき、日常的な党務は常任幹部会がおこなうこととした。対外的な〈党首〉には幹部会委員長があたることとした。

### 名誉役員の設置
この大会から、名誉役員の制度を創設した。この大会で承認されたのは、江口渙、野坂龍の2名であった。

## 選出された中央委員会
- 中央委員会議長：野坂参三
- 幹部会委員長：宮本顕治
- 中央委員会書記局長：不破哲三